# FC Shakhter Karagandy
FC Shakhter Karagandy - em cazaque: Шахтёр Футбол Клубы - é um clube de futebol sediado na cidade de Qaraghandy, no Cazaquistão. Fundado em 1958, disputa a primeira divisão do Campeonato Cazaque de Futebol.
Manda suas partidas no Shakhtyor Stadium, em Qaraghandy, com capacidade para 19.000 torcedores.
Depois de alcançar o terceiro lugar em 1995 e 2007, seu primeiro campeonato nacional foi ganho em 2011.